# Daniël Rovers
Daniël Rovers (Zelhem, 14 oktober 1975) is een Nederlandse schrijver.

## Biografie
Daniël Rovers groeide op in het gehucht Velswijk, in de Gelderse Achterhoek. Hij woonde in Nijmegen, Gent, Brussel en Amsterdam, en was werkzaam als leraar NT2, journalist, promovendus en rondleider.  

## Romans
De debuutroman Elf (2010) - volledige titel: Elf levens - beschrijft de levens van elf mensen die in Brussel wonen, levens die onderling verbonden blijken. In 2011 verscheen de roman Walter, die het leven volgt van een Noord-Brabantse seminarist die volwassen wordt in de jaren vijftig en zestig. De waren, verschenen in 2017, gaat over drie vrienden die samenkomen op de plek waar ze elkaar twintig jaar geleden leerden kennen, in Nijmegen. De geschiedenis van de vriendschap is verweven met de afzonderlijke liefdes die ze afzonderlijk beleven. 

## Essays
In 2005 verscheen de essaybundel Bunzing, met onder meer essays over Charlotte Mutsaers, The Great Dutch Novel, De Achterhoek en Hans Teeuwen. In 2012 werd De figuur in het tapijt. Op zoek naar zes auteurs gepubliceerd, met essays over onder meer Frans Kellendonk, Marie Kessels, Maxim Februari en Marc Kregting. Centrale vraag is hoe deze auteurs zich in hun oeuvre hebben belichaamd. Wat de 'figuur in het tapijt' van hun werk is, vrij naar Henry James' gelijknamige vertelling. De bundel reisverhalen De zon is het probleem niet zou als lang essay over globalisering kunnen gelden. De schrijver reist naar Someren-Eind en gaat appels plukken in Zeeland, maar bezoekt ook China, Senegal, Lampedusa en Basel - en ziet dat de wereld een planeet is waar alles met alles samenhangt.
De essaybundel Bakvis - een leesautobiografie bevat een dertigtal essays over literatuur en literaire oeuvres, van onder meer Annie M.G. Schmidt, Thea Beckman, Jeroen Mettes en Douglas Coupland.
Rovers schrijft met regelmaat essays in De Gids en De Witte Raaf - over literatuur, beeldende kunst en cultuur in de meest brede zin van dat woord, bijvoorbeeld over basketbal in de NBA, over Abdelhak Nouri of Carry Van Bruggen. In 2019 was hij een van de redacteuren van de essaybundel Against English - pleidooi voor het Nederlands, waaraan hij bijdroeg met het essay 'We gaan toch niet die kuttaal spreken?' Hij was tot 2023 als redacteur verbonden aan De Witte Raaf. 

## Vermeldingen
- Het essay 'Ascenseur' (Ons Erfdeel, februari 2008) werd genoemd als een van de drie beste essays uit een Vlaams literair of cultureel tijdschrift in 2008.
- Elf werd opgenomen op de longlist van de Ako-literatuurprijs 2010.
- De waren werd genomineerd voor de ECI Literatuurprijs 2017.

## Vertalingen
- [met Iannis Goerlandt] David Foster Wallace, De bleke koning (The Pale King), Meulenhoff, 2013.